# Алексіс Руано
Алексіс Руано (ісп. Alexis Ruano Delgado, нар. 4 серпня 1985, Малага) — іспанський футболіст, захисник та фланговий півзахисник клубу «Алавес».
Виступав, зокрема, за «Малагу» та «Хетафе», а також молодіжну збірну Іспанії. Чемпіон Європи серед юнаків, володар Кубка Іспанії, чемпіон Туреччини.

## Клубна кар'єра
Народився 4 серпня 1985 року в місті Малага. Вихованець футбольної школи клубу «Малага». З 16 років грав за другу команду «Малаги», в основній команді дебютував в 2004 році.
Після вильоту «Малаги» з Прімери у 2006 році перейшов в «Хетафе». Перший сезон 2006/07 складалася вдало для команди — «Хетафе» вперше у своїй історії дійшло до фіналу Кубка Іспанії і завоювало путівку в Кубок УЄФА — молодий захисник звернув на себе увагу відразу кількох провідних європейських клубів, зокрема «Фіорентини», «Реала» та «Валенсії». Виграла боротьбу за футболіста «Валенсія», яка шукала заміну одного зі своїх лідерів — захиснику-ветерану Роберто Аялі, який після закінчення сезону збирався покинути команду.
У березні 2007 року Алексіс підписав з «Валенсією» шестирічний контракт. У наступному сезоні 2007/08 колишній і нинішній клуби футболіста зустрілися у фіналі Кубка Іспанії, Алексіс відзначився голом у ворота своєї колишньої команди, а сам матч закінчився з рахунком 3:1 на користь «Валенсії», яка усьоме у своїй історії завоювала Королівський Кубок.
У міжсезоння 2010 року, відігравши в «Валенсії» три сезони, Алексіс перейшов в «Севілью», уклавши з андалуським клубом контракт на 5 років. У новій команді мав замінити Себастьєна Скіллачі, що перейшов до «Арсеналу». У першому сезоні Руано зіграв в 21 матчі Ла Ліги, а команда закінчила сезон на п'ятому місці та кваліфікувалась до Ліги Європи УЄФА. 
Проте у наступному сезоні з приходом нового головного тренера Марселіно Алексіс втратив місце в основі і на поле виходив украй рідко. Наприкінці лютого 2012 року, хоча зимове трансферне вікно вже було закрито, йому дозволили приєднатися на правах оренди до колишнього клубу «Хетафе» до кінця сезону, оскільки команда з передмістя Мадриду була занурена в глибоку кризу травм серед захисників. У цьому клубі Руано виступав до кінця сезону 2012/13. Влітку 2013 року Алексіс погодився на постійну чотирирічну угоду з клубом і протягом усього перебування у клубі продовжував залишатися безперечним основним гравцем команди.
На початку 2016 року вперше відправився за кордон і до кінця сезону пограв за турецький «Бешикташ», вигравши з командою національний чемпіонат, після чого повернувся на батьківщину, ставши гравцем «Алавеса». Станом на 28 січня 2018 року відіграв за баскський клуб 43 матчі в національному чемпіонаті.

## Виступи за збірні
Протягом 2002—2005 років залучався до складу молодіжної збірної Іспанії. У складі юнацької збірної (до 19 років) став чемпіоном Європи в 2004 році. На молодіжному рівні зіграв у 13 офіційних матчах. 

## Титули і досягнення
- Володар Кубка Іспанії (1):

«Валенсія»: 2007–08
- Чемпіон Туреччини (1):

«Бешікташ»: 2015–16
- Чемпіон Європи (U-19): 2004